# Alfred Packer
 (avril 2009).
Si vous disposez d'ouvrages ou d'articles de référence ou si vous connaissez des sites web de qualité traitant du thème abordé ici, merci de compléter l'article en donnant les références utiles à sa vérifiabilité et en les liant à la section « Notes et références ».
Pour les articles homonymes, voir Packer.
Alfred "Alferd" Packer, né le 21 janvier 1842 dans le Comté d'Allegheny en Pennsylvanie et décédé le 23 avril 1907  à Deer Creek dans le Comté de Jefferson au Colorado, est l'une des 4 personnes condamnées pour cannibalisme dans l'histoire des États-Unis.

## Cannibalisme

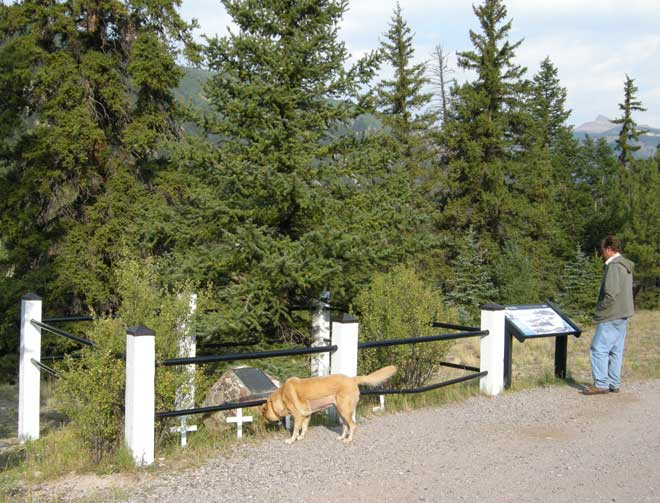
Memorial dédié aux victimes d'Alfred Packer sur le lieu même où Packer commis les meurtres

Packer servit durant la guerre civile américaine mais fut réformé à cause de son épilepsie. En 1873, âgé de 31 ans, il partit en expédition avec cinq camarades dans les montagnes Rocheuses du Colorado. Le groupe se perdit et Packer, a priori pour des raisons de survie, consomma la chair des cinq membres de l'expédition. Si le fait de cannibalisme est avéré on ne sait pas si Packer a assassiné ou non ses compagnons. De récentes études auraient prouvé l'absence de meurtre.
Packer fut confondu pour son crime en 1874. Il parvint à s'évader et ne fut retrouvé qu'en mars 1883 où il fut condamné à la peine de mort. Sa sentence fut commuée en 40 ans de prison par la Cour suprême des États-Unis en 1886.
Packer devint, paraît-il, végétarien et s'éteignit en prison le 24 avril 1907. Il est enterré à Littleton, dans l'État du Colorado. Sa tête a été conservée et exposée au musée Ripley's believe it or not de La Nouvelle-Orléans.

## Une figure de la culture américaine
Alfred Packer est resté présent dans l'imagerie populaire américaine et de nombreuses plaisanteries ou jeux de mots lui sont associés. Une cafeteria porte son nom et une statue lui a été érigée. En 1980, James W. Roberson réalise un premier film sur sa vie, The Legend of Alfred Packer, et Trey Parker, un des créateurs de la série South Park, lui en consacre un autre en 1993 avec Cannibal! The Musical. Son histoire a également inspiré le scénario du film d'horreur Vorace réalisé par Antonia Bird.
Le groupe de Death metal Cannibal Corpse lui a dédié son premier album Eaten back to life.
En 1963, le chanteur américain Phil Ochs a enregistré une chanson sur son histoire, The Ballad of Alfred Packer.

## Alferd
S'il est certain que son prénom est Alfred, on le retrouve parfois orthographié Alferd. Il semble que, pendant ses jours à l'armée, il se soit fait tatouer son prénom sur son bras mais l'artiste qui s'en est chargé l'a mal orthographié. Prenant goût à l'erreur, Alferd est resté comme un sobriquet.